# Сидоров, Николай Михайлович
Николай Михайлович Сидоров (20 мая 1922, Пенза — 6 февраля 2009, Пенза) — советский художник-график, работавший в технике цветного офорта; член Союза художников СССР (1956), народный художник РСФСР (1989), почётный гражданин Пензы (1995).

## Биография
Родился 20 мая 1922 года в Пензе. Участвовал в Великой Отечественной войне по окончании которой в 1946 году поступил в Пензенское художественное училище, обучаясь у И. С. Горюшкина-Сорокопудова.
В 1948 году поступил в Харьковский художественный институт, окончив его в 1954 году. В 1956 году был принят в Союз художников СССР.
С 1956 по 1961 год избирался председателем правления Пензенской организации Союза художников, а с 1960 по 1968 год был членом ревизионной комиссии Союза художников РСФСР.
Скончался 6 февраля 2009 года в Пензе.

## Творчество
Работал в соавторстве со своей супругой А. С. Король преимущественно в технике цветного офорта. Начиная с 1954 года художники активно участвовали в республиканских, зональных и всесоюзных выставках. Основные произведения посвящены Пензе и ее жителям — это графические серии «Пейзажи Пензы» (1957), «Пенза индустриальная» (1959), «Пенза и пензенцы» (1965—1986), «Пенза строится» (1980—1985), «Деятели культуры и искусства» (1968—1991), живописные пейзажи и портреты.

## Награды

### Звания
- Народный художник РСФСР (1989)
- Заслуженный художник РСФСР (1973)
- Почётный гражданин Пензы (1995)
- Орден Почёта (1998)[2]